# Atika (arhitektura)
U klasičnoj arhitekturi, pojam atika označava niski zid (ili visine etaže) iznad vijenca klasične fasade. Dekoracija najvišeg dijela građevine bilo je vrlo važno u antičkoj Grčkoj arhitekturi. Već u 18. st. ovaj pojam dobiva pomalo drugačije značenje kao prostor iza zida najviše etaže (tj. direktno ispod krova), iz čega je proizašla moderna engleska riječ za potkrovlje - attic.
Primjeri interpretacije antičke atike:
- Krstionica u Firenci (XI/XII st.)
- Santa Maria Novella, Firenza